# El Camino: Totál szívás – A film
Az El Camino: Totál szívás – A film (egyszerűbben: El Camino) 2019-ben bemutatott bűnügyi filmdráma, a Breaking Bad – Totál szívás című sorozat közvetlen folytatása. A sorozat készítője, Vince Gilligan írta és rendezte a filmet, valamint ő volt az egyik producer is. Aaron Paul újra eljátszotta sorozatbeli karakterét, Jesse Pinkmant, a cselekmény arról szól, mik történtek vele a Breaking Bad eseményei után.
A film elkészítését már a 2013-as sorozatfinálé óta tervezték, de csak 2018-ban kezdték el a forgatást, teljes titokban, Új-Mexikóban.
2019. október 11-én mutatták be Netflixen világszerte, illetve néhány moziban, emellett az AMC csatornán is látható. 
A kritika jól fogadta a filmet, köztük Aaron Paul alakítását, és a sorozat méltó lezárásának tekintik.

## Cselekmény
Visszatekintésben láthatjuk, amint Jesse és Mike arról beszélgetnek, mit fognak csinálni azután, hogy kiszállnak a drogterjesztésből. Mike azt mondja, hogy ő Alaszkába menne, ami megtetszik Jessenek is. Szeretné rendbehozni a dolgait, ami Mike szerint olyasmi, amit nem nagyon lehet.
A jelenben Jesse a sorozat befejezésében látott módon kitör Todd Chevrolet El Caminójával fogvatartói telephelyéről, éppen csak elkerülve a rendőrséget. Két barátjához, Pete-hez és Badgerhez megy, akiknél alszik egyet, majd másnap megfürdik, levágja a haját és a szakállát és új ruhákat is kap. Másnap régi ismerősét, Joe-t hívja, hogy segítsen eltüntetni az autót, de abba LoJack biztonsági rendszer van építve, amely riasztja a rendőrséget. Hogy kimentsék Jesset, Badger elviszi Pete Ford Thunderbirdjét a városon kívülre, Jesse megkapja Badger Fieróját, Pete pedig otthon marad az El Caminóval, és egy jó fedősztorival.
Ezután ismét néhány visszaemlékezést láthatunk Jesse fogságának idejéről. Egy alkalommal, amikor Todd egyedül maradt, elviszi magával Jesset a lakására, ahol segítenie kell a takarítónőjének a holttestét eltüntetni a sivatagban. A nő nem tett semmi rosszat, egyszerűen csak felfedezte, hogy Todd hatalmas mennyiségű készpénzt rejteget az enciklopédiái belsejében kialakított rejtekhelyen, és ezért meg kellett halnia. Jesse a jelenben is ide tart, hogy megkeresse a rendőrök által felforgatott lakásban a pénzt. Azt azonban sehol nem találja meg, viszont keresés közben látja, ahogy a híradóban a szülei arra kérik őt, hogy adja fel magát. Miután mindent átkutatott, teljesen véletlenül felfedezi, hogy a rejtekhely a hűtőszekrény ajtajában van. Mielőtt felmarkolhatná a pénzt, megjelenik két rendőr, Neil és Casey, vizsgálódni. Jesse elbújik, de egy idő után kénytelen fegyverrel sakkban tartani őket, mikor felfedezik. Hamar rájön azonban, hogy ezek ketten nem rendőrök, hanem piti tolvajok álruhában, akik ugyancsak a pénzre pályáznak. Jesse felajánlja, hogy megmutatja nekik, hol van, ha életben hagyják és elviheti a részét. Csak miután elment a pénzzel, jön rá, hogy a két tolvaj egy hegesztőcéget üzemeltet, és ők voltak azok, akik rabsága helyszínén kivitelezték a hevederes szerkezetet, amihez oda volt láncolva.
Ezután Jesse elkezdi keresni Edet, azt, aki legutóbb is próbált neki hamis személyazonosságot kreálni, hogy új életet kezdhessen. Kis kutakodás után meg is találja a porszívó-javító műhelyet, ahol dolgozik. Ed azonban nem hajlandó segíteni, ugyanis először 125 ezer dollárt kér azért, mert legutóbb nem élt a lehetőséggel, és a mostaniért további 125 ezret kér. Jessenek viszont 1800 dollár híján nincs meg az összeg. Hogy megszerezze a pénzt, először is telefonon keresztül elcsalja otthonról a szüleit, de ott nem talál semmit, csak az apja pisztolyát. Így egy hirtelen ötlettől vezérelve a hegesztősökhöz megy. Ott szemtől szembe megmondja Neilnek és Caseynek, hogy kellene neki 1800 dollár, és nem akar erőszakot. Neil kineveti a pisztolyát, és közli, hogy játsszák úgy le, mint a vadnyugaton: szemtől szembe, és aki először lövi le a másikat, az nyer. Jesse átveri Neilt és lelövi őt a másik pisztolyával, majd Caseyt is agyonlövi. A három szemtanútól elveszi a jogosítványukat, majd magához veszi a többi pénzt, és felrobbantja a műhelyet.
Egy újabb visszaemlékezésben (mely a 2. évad 9. epizódja, a "Négy nap a vadonban" idejében játszódik) Walter és Jesse reggeliznek egy hotelben. Walter beszélgetést kezdeményez és elmondja Jessenek, hogy mennyire szerencsés, amiért ilyen fiatalon ilyen különleges dolgokat csinálhat. Jesse biztosítja Waltert, hogy a családja megkapja a pénzt, bármi történjen.
A film végén Jesse végül kifizeti Edet, aki elviszi őt Alaszkába. Jesse átad egy levelet Ednek, amit Brocknak szán. A záró jelenetben Jesse, képzeletben az oldalán Jane-nel, elautózik egy új élet felé.

## Szereplők
| Szerep           | Színész            | Magyar hang |
| ---------------- | ------------------ | ----------- |
| Jesse Pinkman    | Aaron Paul         |             |
| Todd Alquist     | Jesse Plemons      |             |
| Jane Margolis    | Krysten Ritter     |             |
| Vékony Pete      | Charles Baker      |             |
| Badger           | Matt Jones         |             |
| Casey            | Scott Shepherd     |             |
| Neil             | Scott MacArthur    |             |
| Lou              | Tom Bower          |             |
| Kenny            | Kevin Rankin       |             |
| Joe              | Larry Hankin       |             |
| Mrs. Pinkman     | Tess Harper        |             |
| Mr. Pinkman      | Michael Bofshever  |             |
| Jean             | Marla Gibbs        |             |
| Kyle             | Brendan Sexton III |             |
| Ed               | Robert Forster     |             |
| Mike Ehrmantraut | Jonathan Banks     |             |
| Walter White     | Bryan Cranston     |             |

## Forgatás
Vince Gilligan már a Breaking Bad ötödik évadának vége óta tervezte egy olyan film elkészítését, mely arról szólna, hogy mi történt Jesse Pinkmannel az eseményeket követően. Egészen 2018-ig, a sorozat tizedik évfordulójáig nem osztotta meg elképzelését másokkal, a stáb újbóli összegyűlése viszont ehhez alkalmat szolgáltatott. Aaron Pault kereste meg először, aki ekkor a "The Path" című sorozatban szerepelt, azzal, hogy valami nagy dolog van készülőben.
Az X-akták és a Breaking Bad epizódjaival ellentétben Gilligan egyedül írta az egész forgatókönyvet, amit meg se mutatott másoknak addig, míg késznek nem érezte. A Sony Pictures ezt követően keresni kezdte a lehetséges forgalmazókat, és a hagyományokra is figyelemmel a Netflixre és az AMC-re esett a választás. A forgatások kezdettől fogva a legnagyobb titoktartás mellett zajlottak, így csak 2018 novemberében röppent fel először a pletyka, hogy készül egy Breaking Bad-film. Bryan Cranston azt nyilatkozta ekkor, hogy ő is hallott erről és szívesen szerepelne benne, ha megkeresnék.
Vince Gilligan korábban sosem rendezett egész estés filmet. Az El Camino költségvetése nagyobb lett valamivel, mint a sorozatfinálé 6 millió dollárja. Képaránya mozis 2,39:1, a filmet Arri Alexa 65 kamerákkal vették fel. A legtöbb jelenetet Albuquerque-ben vették fel 2018 novemberében, "Greenbrier" munkacím alatt. Míg a sorozat esetében naponta 6-8 oldalnyi forgatókönyvet is felvettek, ezúttal lassabb volt a tempó: 1-3 oldalt vettek csak fel, közel 50 nap alatt. A nagyobb költségvetésnek köszönhetően több jelenetet is felvehettek Albuquerque külterületén. Bryan Cranston is szerepet kapott egy rövid jelenet erejéig, melyet 2 nap alatt vettek fel, és a jelenetben a statiszták kizárólag a stáb tagjai és családtagjaik voltak, hogy maximálisan titokban tartsák.
A film címét 2019. augusztus 24-én jelentették be a Netflixen. A cím részben utal magára az El Camino zarándokútra, illetve a Chevrolet El Caminóra, amivel Jesse megszökik a fogságból.

## Fordítás
Ez a szócikk részben vagy egészben  az   El Camino: A Breaking Bad Movie című angol Wikipédia-szócikk ezen változatának fordításán alapul.  Az eredeti cikk szerkesztőit annak laptörténete sorolja fel. Ez a jelzés csupán a megfogalmazás eredetét és a szerzői jogokat jelzi, nem szolgál a cikkben szereplő információk forrásmegjelöléseként.